# Sibilla d'Angiò

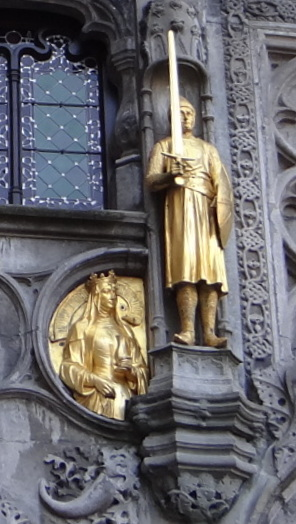
Basilica del Sacro Sangue di Bruges- Sibilla d'Angiò col secondo marito, Teodorico di Alsazia

Sibilla d'Angiò (1112 circa – Betania, 1165) fu Contessa consorte delle Fiandre dal 1134 alla sua morte.

## Origine
Anche se l'arcivescovo, Guglielmo, della città di Tiro, nell'odierno Libano, nel suo Historia rerum in partibus transmarinis gestarum ce la presenta come figlia femmina primogenita era la figlia femmina secondogenita del conte d'Angiò e conte di Tours, conte consorte e poi conte del Maine ed infine reggente del Principato di Antiochia e re consorte del Regno di Gerusalemme, Folco il Giovane, e della contessa del Maine, Eremburga, figlia unica del conte del Maine, Elia I e di Matilde, come riporta nella sua Historia Ecclesiastica, Pars II, Liber IV del monaco e storico medievale, Orderico Vitale, signora di Château-du-Loir, figlia di Gervaso, signore di Château-du-Loir.
Folco il Giovane, come conferma Guglielmo di Tiro, nel suo Historia rerum in partibus transmarinis gestarum e anche secondo la Chronica Albrici Monachi Trium Fontium, era figlio del Conte di Angiò e conte di Tours, Folco IV il Rissoso e, come ci conferma la Chronica de Gesta Consulum Andegavorum, Chroniques d'Anjou, dalla sua ultima moglie Bertrada di Montfort, figlia terzogenita del signore di Montfort, Simone I (1025 circa - 25 settembre 1087), citata per la verità dalla Chronica de Gesta Consulum Andegavorum, Chroniques d'Anjou, come sorella del signore di Montfort, Amalrico (Bertrada era sorellastra di Amalrico II e sorella di Amalrico III) e della sua terza moglie, Agnese d'Évreux.
Sibilla era sorella di Goffredo il Bello, capostipite dei Plantageneti.

## Biografia
I rapporti tra suo padre, Folco il Giovane ed il duca di Normandia e re d'Inghilterra, Enrico I Beauclerc, che cercava di rientrare in possesso del Maine, che suo fratello, Roberto II di Normandia aveva perso, nel 1069, furono tesi, fino a che fu trovata una soluzione diplomatica: secondo Orderico Vitale, nel febbraio 1113, nella località di Petra Peculata, vicino ad Alençon, suo padre, Folco ricevette la contea del Maine da Enrico, gli giurò fedeltà e fu concordato il matrimonio tra Guglielmo Adelin, erede di Enrico I e la sua primogenita, la sorella maggiore di Sibilla, Alice, con l'accordo che Alice, alla morte della madre Eremburga, avrebbe ereditato la contea del Maine. Il matrimonio tra Alice, la figlia primogenita di Folco V d'Angiò, che, al momento del matrimonio, assunse il nome di Matilde, con Guglielmo, l'unico legittimo figlio maschio ed erede di Enrico I Beauclerc ebbe luogo a Lisieux, nel giugno del 1119.
I rapporti tra Angiò e Normandia, per via del Maine, divennero nuovamente tesi, quando, a causa della morte del genero, Guglielmo Adelin (Guglielmo Adelin perì, il 25 novembre 1120, al largo della costa normanna del Cotentin, nel naufragio notturno, a causa dell'urto contro uno scoglio affiorante della Nave Bianca, come ci narra Guglielmo di Malmesbury, nel paragrafo 419), secondo Guglielmo di Malmesbury, si riaprì il contenzioso tra Folco il Giovane ed Enrico I, circa la dote di Matilde (Alice), la contea del Maine, come accenna Guglielmo di Malmesbury, nel paragrafo 419.
Nella questione intervenne anche il prozio di Sibilla, il Conte di Évreux e signore di Montfort, Amalrico III, che secondo il cronista Orderico Vitale, tra il 1122 ed il 1123, combinò il fidanzamento e tra Sibilla e Guglielmo Cliton, nipote del re d'Inghilterra, Enrico I, quando Sibilla era ancora una bambina di circa dieci anni; la dote di Sibilla consisteva nella contea del Maine; ma Enrico I si opponeva, in quanto Guglielmo Cliton, che era l'unico figlio legittimo del duca di Normandia, Roberto il Corto o Cosciacorta e di Sibilla di Conversano, era pretendente del ducato di Normandia, che lo zio Enrico I aveva sottratto a suo padre, Roberto, che continuava a tenere in prigione. Nel 1123, comunque, Sibilla sposò Guglielmo Cliton, che divenne erede della contea del Maine.
Enrico I, spendendo una notevole quantità d'oro e d'argento, nel 1124, riuscì a dimostrare la consanguineità tra Guglielmo e Sibilla e in agosto, il matrimonio tra Guglielmo e Sibilla venne annullato da Papa Callisto II, su pressione di Enrico I.
Guglielmo Cliton, secondo la Bolla papale n° 507 del 26 agosto 1124, che lo minacciava di interdetto, dovette lasciare le contee d'Angiò e del Maine e, nel 1127, divenne Conte delle Fiandre, ma morì l'anno seguente, all'assedio di Alost.
Dieci anni dopo l'annullamento del matrimonio, nel 1134, Sibilla, come ci conferma Guglielmo di Tiro, sposò il nuovo Conte delle Fiandre, Teodorico di Alsazia (Teodorico di Alsazia aveva conteso il titolo di Conte delle Fiandre al precedente marito di Sibilla, Guglielmo Cliton e gli era succeduto), che secondo il documento n° CVII del Cartulaire de l'abbaye de Saint-Bertin era il figlio primogenito del duca di Lorena Teodorico II e della sua seconda moglie, Gertrude delle Fiandre (fra il 1070 e il 1080-1117), che era figlia del conte delle Fiandre, Roberto I e di Gertrude di Sassonia, figlia del duca di Sassonia, Bernardo II. Teodorico di Alsazia era cugino primo dei precedenti conti delle Fiandre, Baldovino VII e Carlo I. Sibilla era la seconda moglie di Teodorico, come ci conferma il documento n° CX del Cartulaire de l'abbaye de Saint-Bertin.
Nel 1147, lasciato il governo della contea delle Fiandre alla moglie, Sibilla, Teodorico partecipò alla seconda crociata, al seguito del re e della regina di Francia, Luigi VI e Eleonora d'Aquitania, duchessa d'Aquitania, dove partecipò alla fallita riconquista di Cesarea sull'Oronte.
Secondo lo Storico britannico, Steven Runciman, noto medievalista e bizantinista, Teodorico, assieme alla moglie, Sibilla, nel 1157, ritornò in Palestina.
Quando Teodorico, nel 1158, ritornò in Europa, Sibilla decise di rimanere in Terra santa e di farsi monaca nel monastero di San Lazzaro a Betania.
Dopo la morte della sua matrigna, Melisenda, Regina madre di Gerusalemme, nel 1161, sempre secondo il Runciman, Sibilla intervenne nella vita del regno di Gerusalemme.
Come ci confermano gli Annales Aquicinctini, Sibilla morì inel 1165, nel monastero di San Lazzaro a Betania, dove fu inumata.

## Figli
Sibilla a Guglielmo non diede alcun figlio.
Sibilla a Teodorico diede sette figli:
- Baldovino delle Fiandre (?-prima del 1154), secondo la Genealogica Comitum Flandriæ Bertiniana, Continuatio Leidensis et Divionensis era il primogenito[28], morto in giovane età[29]
- Filippo (?-†1191), secondogenito[29], reggente della contea delle Fiandre (1157-1159), conte consorte di Vermandois dal 1167 e conte delle Fiandre[30], dal 1168.
- Matteo di Lorena (ca. 1137-1173), terzogenito[29], divenne conte di Boulogne sposando la contessa Maria di Boulogne, nel 1159
- Pietro d'Alsazia (?-†1176[31]), quartogenito[29], che, secondo la Flandria Generosa (Continuatio Bruxellensis) prima divenne vescovo di Cambrai[32], poi rinunciando al pastorale, nel 1174, sposò Matilde di Borgogna, divenendo conte consorte di Nevers[33], da cui ebbe una figlia[33]:
  - Sibilla delle Fiandre (1176-dopo il 1236), che verso il 1193 sposò Roberto di Wavrin
- Gertrude d'Alsazia (?-†1186), secondo la Flandria Generosa (Continuatio Claromariscensis) era la femmina primogenita[34], che sposò, nel 1155, Umberto III di Savoia[35], da cui si separò[35], ottenendo il divorzio, nel 1162, poi, dopo il 1158, sposò Uguo d'Oisy[35]. Gertrude, nel 1177, si ritirò in un monastero a Messina[26]
- Margherita d'Alsazia (ca. 1145-†1194), secondo la Flandria Generosa (Continuatio Claromariscensis) era la femmina secondogenita[34], che, nel 1160, sposò Rodolfo (1145-1167), conte di Vermandois e di Valois, poi, in seconde nozze, nel 1169, sposò Baldovino V (1150-1195), conte di Hainaut
- Matilde d'Alsazia (?-†1194), che la Genealogica Comitum Flandriæ Bertiniana, Continuatio Leidensis et Divionensis cita, senza nominarla (tres filias)[36], dal 1187, badessa dell'Abbazia di Fontevrault, come ci conferma l'Obituaires de Sens Tome IV, Prieuré de Fontaines[26].

## Ascendenza
|                            |                                            |                                                       | Genitori                                    |  |  | Nonni |  |  | Bisnonni                       |  |  | Trisnonni                        |  |
|                            |                                            |                                                       |                                             |  |  |       |  |  | Goffredo II, Conte di Gâtinais |  |  | Ugo di Perche, Conte di Gâtinais |  |
|                            |                                            |                                                       |                                             |  |  |       |  |  | Goffredo II, Conte di Gâtinais |  |  | Ugo di Perche, Conte di Gâtinais |  |
|                            |                                            | Beatrice Macon                                        |                                             |  |  |       |  |  | Goffredo II, Conte di Gâtinais |  |  |                                  |  |
| Folco IV d'Angiò           |                                            |                                                       |                                             |  |  |       |  |  | Goffredo II, Conte di Gâtinais |  |  |                                  |  |
|                            |                                            | Ermengarda detta Bianca d'Angiò, Duchessa di Borgogna | Folco III Nerra o "il Nero"                 |  |  |       |  |  |                                |  |  |                                  |  |
|                            |                                            | Ermengarda detta Bianca d'Angiò, Duchessa di Borgogna | Folco III Nerra o "il Nero"                 |  |  |       |  |  |                                |  |  |                                  |  |
|                            |                                            | Ermengarda detta Bianca d'Angiò, Duchessa di Borgogna | Ildegarda di Sundgau                        |  |  |       |  |  |                                |  |  |                                  |  |
| Folco V d'Angiò            |                                            | Ermengarda detta Bianca d'Angiò, Duchessa di Borgogna |                                             |  |  |       |  |  |                                |  |  |                                  |  |
|                            |                                            | Simone I di Montfort                                  | Amalrico I di Montfort                      |  |  |       |  |  |                                |  |  |                                  |  |
|                            |                                            | Simone I di Montfort                                  | Amalrico I di Montfort                      |  |  |       |  |  |                                |  |  |                                  |  |
|                            |                                            | Simone I di Montfort                                  | Bertrada di Gometz                          |  |  |       |  |  |                                |  |  |                                  |  |
| Bertrada di Montfort       |                                            | Simone I di Montfort                                  |                                             |  |  |       |  |  |                                |  |  |                                  |  |
|                            |                                            | Agnese d'Evreux                                       | Riccardo, conte d'Évreux                    |  |  |       |  |  |                                |  |  |                                  |  |
|                            |                                            | Agnese d'Evreux                                       | Riccardo, conte d'Évreux                    |  |  |       |  |  |                                |  |  |                                  |  |
|                            |                                            | Agnese d'Evreux                                       | Godehilde                                   |  |  |       |  |  |                                |  |  |                                  |  |
| Sibilla d'Angiò            |                                            | Agnese d'Evreux                                       |                                             |  |  |       |  |  |                                |  |  |                                  |  |
|                            | Giovanni di Baugency, Signore de la Flèche | Lancelin I de Baugency, Signore de la Flèche          |                                             |  |  |       |  |  |                                |  |  |                                  |  |
|                            | Giovanni di Baugency, Signore de la Flèche | Lancelin I de Baugency, Signore de la Flèche          |                                             |  |  |       |  |  |                                |  |  |                                  |  |
|                            | Giovanni di Baugency, Signore de la Flèche | Haberge (possibile)                                   |                                             |  |  |       |  |  |                                |  |  |                                  |  |
| Elia I del Maine           | Giovanni di Baugency, Signore de la Flèche |                                                       |                                             |  |  |       |  |  |                                |  |  |                                  |  |
|                            |                                            | Paule del Maine                                       | Eriberto I del Maine                        |  |  |       |  |  |                                |  |  |                                  |  |
|                            |                                            | Paule del Maine                                       | Eriberto I del Maine                        |  |  |       |  |  |                                |  |  |                                  |  |
|                            |                                            | Paule del Maine                                       | Paule de Preuilly (possibile)               |  |  |       |  |  |                                |  |  |                                  |  |
| Eremburga del Maine        |                                            | Paule del Maine                                       |                                             |  |  |       |  |  |                                |  |  |                                  |  |
|                            |                                            | Gervais II, Signore di Château-du-Loir                | Robert Brochard, Signore di Château-du-Loir |  |  |       |  |  |                                |  |  |                                  |  |
|                            |                                            | Gervais II, Signore di Château-du-Loir                | Robert Brochard, Signore di Château-du-Loir |  |  |       |  |  |                                |  |  |                                  |  |
|                            |                                            | Gervais II, Signore di Château-du-Loir                | Elisabeth                                   |  |  |       |  |  |                                |  |  |                                  |  |
| Matilda di Château-du-Loir |                                            | Gervais II, Signore di Château-du-Loir                |                                             |  |  |       |  |  |                                |  |  |                                  |  |
|                            |                                            | Eremburga                                             | …                                           |  |  |       |  |  |                                |  |  |                                  |  |
|                            |                                            | Eremburga                                             | …                                           |  |  |       |  |  |                                |  |  |                                  |  |
|                            |                                            | Eremburga                                             | Mathilde                                    |  |  |       |  |  |                                |  |  |                                  |  |
|                            |                                            | Eremburga                                             |                                             |  |  |       |  |  |                                |  |  |                                  |  |

### Fonti primarie
- (LA)  Orderici Vitalis, Historia Ecclesiastica, tomus II.
- (LA)  Orderici Vitalis, Historia Ecclesiastica, tomus unicus.
- (LA)  Monumenta Germaniae Historica, Scriptores, tomus XXIII.
- (LA)  Chronica de Gesta Consulum Andegavorum, Chroniques d'Anjou.
- (LA)  Historia Rerum in partibus transmarinis gestarum.
- (LA)  Guglielmo di Malmesbury, Gesta Regum Anglorum.
- (LA)  Cartulaire de l'abbaye de Saint-Bertin.
- (LA)  Bullaire du Pape Calixte II 1119-1124.
- (LA)  Monumenta Germaniae Historica, Scriptores, tomus XVI.
- (LA)  Monumenta Germaniae Historica, Scriptores, tomus IX.
- (LA)  Chronique de Robert de Torigny, Vol. II.

### Letteratura storiografica
- Charles Lethbridge Kingsford, "Il regno di Gerusalemme, 1099-1291", cap. XXI, vol. IV (La riforma della chiesa e la lotta fra papi e imperatori) della Storia del Mondo Medievale, 1999, pp. 757–782
- Louis Alphen, "La Francia: Luigi VI e Luigi VII (1108-1180)", cap. XVII, vol. V (Il trionfo del papato e lo sviluppo comunale) della Storia del mondo medievale, 1999, pp. 705–739
- William John Corbett, "Inghilterra, 1087-1154", cap. II, vol. VI (Declino dell'impero e del papato e sviluppo degli stati nazionali) della Storia del Mondo Medievale, 1999, pp. 56–98.